# ديفيد كوكي
ديفيد كوكي (27 سبتمبر 1963 بساكرامنتو في الولايات المتحدة - ) (بالإنجليزية: David Cooke)‏ هو لاعب كرة سلة أمريكي في مركز هجوم قوي الجسم. لعب مع Saint Mary's Gaels men's basketball ‏.

## وصلات خارجية
- ديفيد كوكي على موقع إن بي أي (الإنجليزية)
- ديفيد كوكي على موقع سبورتس رفرنس (الإنجليزية)
- ديفيد كوكي على موقع الدوري الإسباني لكرة السلة (الإسبانية)
- ديفيد كوكي على موقع كرة السلة الأوروبية.كوم (الإنجليزية)
- ديفيد كوكي على موقع إي إس بي إن.كوم (الإنجليزية)
- ديفيد كوكي على موقع كلية كرة السلة في سبورتس رفرنس.كوم (الإنجليزية)
- ديفيد كوكي على موقع ريلجم (الإنجليزية)
- ديفيد كوكي على موقع بروبوليرز (الإنجليزية)